# Józef Kurpas
Józef Benedykt Kurpas (21. března 1912 Paniowy, Německá říše – 19. května 1992) byl polský římskokatolický církevní představitel, v letech 1962-1991 pomocný biskup katovický.
Po absolvování humanitního gymnázia v Mikołówě studoval v letech 1932-37 na Slezském vyšším duchovním semináři v Krakově a současně na teologické fakultě Jagellonské univerzity. 20. června 1937 přijal kněžské svěcení. Poté pracoval jako vikář farností v Piekarách-Szarleji a od 1941 u Neposkvrněného početí P. Marie v Katovicích. V lednu 1942 byl jmenován notářem biskupského soudu a diecézní kurie, ale brzy poté byl přidělen do místní duchovní správy v Orzeszu.
Po konci II: světové války se vrátil do funkce notáře diecézní kurie a stal se postupně vikářem katedrály Krista Krále a rektorem kostela Nanebevzetí P. Marie v Katovicích. Po deportaci biskupa Stanisława Adamského (1952) odešel spravovat farnost Krasowy a současně studoval církevní právo na Katolické univerzitě v Lublinu (licenciát 1956). Biskup Adamski jej po svém návratu povolal zpět do své diecézní kurie a 2. prosince 1957 ho jmenoval jejím kancléřem. Józef Kurpas plnil vedle toho řadu dalších úkolů ve správě diecéze, byl mj. přísedícím biskupského soudu, cenzorem a vizitátorem některých ženských řeholních domů.
Dne 23. listopadu 1962 jej papež Pavel VI. jmenoval pomocným biskupem diecéze katovické a titulárním biskupem z Orisy (Orisenus). Biskupské svěcení mu dne 24. února 1963 katedrále Krista Krále v Katovicích udělil biskup koadjutor Herbert Bednorz. Biskup Kurpas se účastnil druhého a čtvrtého zasedání Druhého vatikánského koncilu. 17. června 1966 byl jmenován generálním vikářem diecéze. Účastnil se práce řady komisí Polské biskupské konference, například komise pro charitativní pastoraci, pro střízlivost a pro Marii. Na I. synodu diecéze katovické (1972-75) předsedal komisi pro záležitosti duchovenstva. Dne 11. června 1977 byl jmenován členem a proboštem katovické katedrální kapituly.
Józef Kurpas odešel 22. června 1991 na odpočinek a stal se emeritním biskupem. Nedlouho poté – 19. května 1992 – zemřel.